# Joseph-Aurèle Plourde
Joseph-Aurèle Plourde (12 janvier 1915 - 5 janvier 2013) est un prélat canadien qui fut archevêque d'Ottawa de 1967 à 1989.

## Biographie
Né à Saint-François-de-Madawaska, il fut ordonné prêtre à Edmundston au Nouveau-Brunswick le 7 mai 1944. En 1964, il fut consacré évêque auxiliaire d'Alexandria en Ontario et évêque titulaire de Lapda (de) par Sergio Pignedoli.
Le 2 janvier 1967, il est nommé au siège épiscopal d'Ottawa. Il gouverna l'Église diocésaine de la capitale fédérale pendant vingt-deux ans jusqu'en 1989. Son épiscopat mit en pratique les réformes voulues par le concile Vatican II.
Il était évêque émérite de cet évêché. Il fut nommé officier de l'Ordre du Canada.